# 戦争犯罪
戦争犯罪（せんそうはんざい、英語: War crime）とは、国際法の定める戦闘法規に違反する行為。狭義には第二次世界大戦以前より認められてきた戦時法規の違反者が敵国にとらえられた場合に処罰されるものであり、広義には第二次世界大戦後に認められた平和に対する罪と人道に対する罪を狭義の戦争犯罪に加えたものである。
狭義の戦争犯罪である戦時法規の違反とは、例えば捕虜虐待、毒ガスなど国際法上禁じられた武器の使用、文民による武力を用いた敵対行為、スパイ行為、戦時反逆といった、軍隊構成員が行う交戦法規違反である。広義の戦争犯罪のうち平和に対する罪とは侵略戦争の実行などで、また、人道に対する罪とはジェノサイドや人体実験に代表される非人道的行為である。

## 経緯
かつて戦争犯罪と定義されていたのは、捕虜の虐待を禁じた「ジュネーブ条約」や、非人道的兵器の使用を禁じた「ハーグ陸戦条約」など、戦時において守られなければならないとされる国際法（戦時国際法）違反行為のみであった。

### 第一次世界大戦後の戦争犯罪概念
第一次世界大戦終結後、戦勝国が敗戦国の指導者を裁くことが国際的に協議された。戦勝国であるアメリカ合衆国・イギリス・フランス・イタリア・日本等の連合国10ヶ国は、パリ講和会議に先だって行われた平和予備会議において「戦争開始者責任および刑罰執行委員会」（The Commission on the Responsibility of the Authors of the War and  on the Enforcement of Penalties）を設立した。この委員会は国家元首をも含む戦争開始者の訴追や、対象が複数国にまたがる残虐行為戦犯を裁くための裁判所を設置するなどの報告書を提出した。この報告書は講和会議では採用されなかったが、ヴェルサイユ条約第227条である「国際道義と条約に対する最高の罪を犯した」として前ドイツ皇帝ウィルヘルム2世を特別裁判所に訴追するという条項となって反映されている。この訴追は中立国であるオランダが亡命していたウィルヘルム2世の引き渡しを拒んだため裁判は行われなかった。
またパリ講和会議では「戦争に関する責任を調査する十五人委員会」（en:Commission of Responsibilities）が戦争犯罪の概念として「戦争の法規及び慣例違反」というリストを作成し、残虐行為を行ったとする戦犯45人をリストアップした。この戦犯はヴェルサイユ条約によってドイツ政府自身で裁くことが定められ、1921年からライプツィヒで裁判が開始された。しかしこのライプツィヒ裁判（en:Leipzig War Crimes Trial）は、幾人かに短期間の懲役刑が下されたのみであり、大半は無罪となった。また政治・軍事指導者に対する訴追は行われなかった。
1920年には国際連盟の常設国際司法裁判所設立のための法律家諮問委員会は「国際公共秩序を侵害し、あるいは諸国の普遍的法に反する犯罪」を裁く国際高等裁判所設置を提案した。同様の提案は1922年、1924年、1926年にも行われているがいずれも成立しなかった。

### 第二次世界大戦前期の戦争犯罪訴追の動き
第二次世界大戦の最中、連合国側はドイツ軍の残虐行為を幾度も非難し、戦争終結後には責任者の処罰を求める事を強く警告していた。しかし、この時点ではホロコーストなどの自国国民への犯罪行為は戦争犯罪とみなされていなかった。
1940年11月、ポーランドとチェコスロバキアの両亡命政府は、故国で行われているドイツの残虐行為を非難する声明を行った。1941年10月25日、アメリカのルーズベルト大統領とイギリスのチャーチル首相はそれぞれドイツ軍が各地で行っている残虐行為を批判する声明を発し、特にチャーチルはこの犯罪行為への懲罰が主な戦争目的のひとつに数えられるべきであるとした。また11月25日にソビエト連邦のモロトフ外相もドイツの残虐行為を非難する声明を行っている。
1942年1月13日、ロンドンのセント・ジェームズ宮殿においてベルギー、チェコスロヴァキア、フランス、ギリシャ、ルクセンブルク、オランダ、ノルウェー、ポーランド、ユーゴスラビアの連合国9ヶ国の亡命政府が会議を開き、ドイツの民間人への残虐行為を非難し、かつ裁判によってこれらの犯罪の命令者や実行者の処罰を決議するセント・ジェームズ宮殿の宣言が出された。戦争における残虐行為を裁判で処罰することを定めた最初の公式宣言となった。オブザーバーとして参加していた中国もこれに同意し、日本にも適用するよう申し出た。この宣言には後にソ連も同意する。セント・ジェームズ宮殿の宣言に合意した各国は英米に合意と実行を迫ったが、英米はライプツィヒ裁判の失敗による消極姿勢と、委員会にソ連構成共和国を加えようとするソ連の主張のため、委員会設置は遅れた。しかし亡命政府の要求と、東アジアの植民地で日本軍の攻撃を受けたイギリスやアメリカ、オランダなどの要求により、戦犯裁判へと動き始めた。

### 連合国戦争犯罪委員会
6月になってチャーチルは戦争犯罪の証拠を収集する、連合国戦争犯罪捜査委員会 （United Nations War Crimes Commission for the  Investigation of War Crimes）の設置に関してアメリカと協議を開始した。7月にはイギリス内閣で委員会設置が承認され、10月7日、ルーズベルト大統領とイギリスのサイモン（en:John Simon, 1st Viscount Simon）大法官はの設立に合意した。1943年10月7日にはソ連を除く連合国、オーストラリア、ベルギー、カナダ、中国、チェコスロバキア、ギリシャ、インド、ルクセンブルク、オランダ、ニュージーランド、ノルウェー、ポーランド、南アフリカ、イギリス、アメリカ、ユーゴスラビア、フランス（自由フランス）をメンバーとする連合国戦争犯罪委員会（United Nations War Crimes Commission、UNWCC）が正式に発足した。またソ連は即刻戦犯処罰を開始するべきと主張していたが、イギリスは捕虜への報復を恐れ、戦時中の戦犯処罰に慎重であった。このため第二次世界大戦の連合国側による戦犯裁判は大半が戦後に行われることになる。
同11月1日、アメリカ合衆国、イギリス、ソビエト連邦各国外相会談によるモスクワ宣言が出された。この中で、ドイツの主要戦争犯罪や残虐行為への処罰が言明された。またこの声明の中で、戦犯裁判は被害国が行うという原則が確認された。

#### 戦争犯罪概念の協議
UNWCCの非公式会議は10月26日から開始されたが、この会議の中で戦争犯罪そのものの定義についての協議が行われた。チェコスロバキア代表のエチェル（Bohuslav Ecer） は「一つの村を絶滅させるような行為は、（今はまだ）戦争犯罪ではないが、ルーズベルト大統領やチャーチル氏、イーデン氏（英外相）が言ったように裁かれねばならない。それゆえ、もっと広い範囲の戦争犯罪が必要である」と、戦争犯罪概念の拡大を主張した。第二回会議では戦争犯罪とは何かを指し示すものとして、1919年の「戦争の法規及び慣例違反」32項目のリストを暫定的に使用することが合意された。このリストが採用された理由は、作成に日本・イタリアが参加しており、ドイツも反対はしていなかったことがあげられている。UNWCCの協議は数十回にわたって行われ、その中で残虐行為はドイツ国家が一体となって行っているため、個々の犯罪容疑者だけでなく、国家やナチ党、親衛隊などの組織幹部を戦争犯罪人として裁くことが必要であると考えられるようになった。
また、小委員会である法律委員会では侵略戦争が戦争犯罪であるかどうかについて議論が行われたが、戦争犯罪ではないとする意見が多数派であった。

#### 人道に対する罪に関する協議
アメリカ代表のハーバート・ペル（en:Herbert Pell）をはじめとするUNWCCは自国民に対する犯罪や、宗教や民族に対する犯罪を「人道に対する罪」という概念で戦争犯罪とするべきであると考え、米英両政府に働きかけた。しかし両国政府は当初この動きに否定的であった。
この間アメリカ合衆国国務省から派遣された者がUNWCCにおけるユダヤ人問題提起を妨害し、ペルがこれに抗議したこともあった。またイギリス政府は1944年6月28日にホロコーストは戦争犯罪の概念に含まれないという閣議決定を行い、UNWCCが対象とするユダヤ人迫害はドイツによる占領地に限るべきであるとする意見をアメリカ側に伝達した。これはホロコーストに関してはドイツ後継政府に圧力をかけることで、ドイツ人による裁判に持ち込むべきであるとするものであった。

#### 裁判形式に関する協議
委員会は1944年10月3日に戦争犯罪は国際法廷で裁くべきとし、連合国戦争犯罪裁判所と混合軍事法廷の設置を勧告したが、従来の戦争犯罪概念を蹈襲するべきと考えていたイギリス政府の同意は得られなかった。アメリカは反対しなかったが、他の国の同意が必要であるという留保条件を付けた。
連合国軍がヨーロッパに逆上陸を果たすと、UNWCCの戦犯確定作業はようやく開始された。1944年11月22日には最初の戦犯リストが作成された。

### 議論の集約
1944年9月、アメリカ合衆国陸軍長官ヘンリー・スティムソンは陸軍省内で戦争犯罪政策の検討を行った。この検討によってまとめられた意見は「人道に対する罪」を戦争犯罪とする、また国際法廷の設置に同意するなど、UNWCCの意見に近いものであった。また、この中でドイツ国家、ナチ党や親衛隊が民衆破壊を犯す共同謀議（conspiracy）を行ったとし、犯罪を行った組織に属する個人に有罪を宣告できるという「共同謀議理論」を示している。 スティムソンと陸軍省はこの路線を主張したが、国務省は従来の路線を崩さなかった。また海軍省も、現時点での共同謀議概念導入は日本の抗戦意欲を高めるとして陸軍省の意見には否定的であった。しかし12月17日にベルギーでマルメディ虐殺事件が発生すると、親衛隊の残虐行為を阻止するべきという意見が政府内で強まり、陸軍省の案が主導権を持つようになった。1945年1月3日、ルーズベルト大統領は共同謀議理論の導入に同意し、1月22日には国際法廷設置が政府内で同意された。ただしこの同意が正式な結果となったのはハリー・S・トルーマン大統領の就任後だった。
しかしイギリス政府はなお戦争指導者を裁判に掛けることには反対していた。このため2月、アメリカ合衆国、イギリス、ソビエト連邦によるヤルタ会談において国際軍事裁判所設置が具体的に言及されたものの、この時点で3国の外相により検討する事が決められたのみであった。しかし4月30日のヒトラーの自殺によって、ヒトラーが法廷で演説する懸念が無くなったことを一因として、アメリカの提案を受け入れた。
その後、度重なる折衝を経て同年6月から戦犯を裁く国際軍事裁判開設のための協議が開催された。同年8月8日ロンドンでアメリカ合衆国、イギリス、フランス、ソビエト連邦の4カ国代表により、戦犯協定が調印され国際軍事裁判所憲章が定められた。

## 国際軍事裁判所条例

### 協議の過程
ヤルタ会談の協定に基づき、1945年6月26日から戦犯を裁く国際軍事裁判所開設のための協議が、アメリカ合衆国から最高裁判所判事ロバート・ジャクソン、イギリスから法務長官サー・デイビット・ファイフ、フランスから大審院判事ロベール・ファルコ、ソビエト連邦から最高裁判所副長官ニキチェンコ少将の各国代表によって開始された。8月8日まで本会議だけで16回開催されたが、協議に参加した四カ国の法体系の違いから草案の一語ごとに論争がくり返されるほど、会議の進行は困難を極めた。中でも戦争犯罪の定義については大きく意見が対立し、特にアメリカ合衆国とソビエト連邦の2国間の意見の相違が顕著だった。
ソビエト連邦の草案は、あくまでドイツの違法行為を指摘したもので、ドイツ戦犯を裁くためにのみ国際軍事裁判所を設置するという意図を示していた。ニキチェンコは「我々の今の仕事は、いかなる時、いかなる事情にもあてはまる法典を起草しようとするものではない」と述べている。
一方アメリカ側は、ドイツの戦争犯罪を対象にはしていたが、戦争そのものを犯罪とする考えを示していた。ジャクソンは、「侵略戦争の開始は犯罪であり、いかなる政治的または経済的事情もこれを正当化できない」としたルーズベルト大統領の言葉を引用し、「世界の平和に対して行う、いかなる攻撃も、国際的犯罪とみなすということを、ドイツ人たちおよびその他の何人にも知らせたいのである」と述べている。
協議の結果、戦争は道義的に非難されても法律的には許されると考えられていた時代に、終止符をうつものとして国際軍事裁判所の憲章は定められるべきであり、それ故に戦争犯罪の定義を、ある特定の国の犯した行為によってのみ定めるべきでは無いとするジャクソン判事の意見が大幅に採用され、ニュルンベルク裁判ならびに極東国際軍事裁判（東京裁判）で、以下のように戦争犯罪が定義された。

### 定義
ニュルンベルク裁判における国際軍事裁判所条例第6条
次に揚げる各行為またはそのいずれかは、裁判所の管轄に属する犯罪とし、これについては個人的責任が成立する。
a項-平和に対する罪
すなわち、侵略戦争あるいは国際条約、協定、誓約に違反する戦争の計画、準備、開始、あるいは遂行、またこれらの各行為のいずれかの達成を目的とする共通の計画あるいは共同謀議への関与。
b項-戦争犯罪
すなわち、戦争の法規または慣例の違反。この違反は、占領地所属あるいは占領地内の一般人民の殺害、虐待、奴隷労働その他の目的のための移送、俘虜または海上における人民の殺害あるいは虐待、人質の殺害、公私の財産の略奪、都市町村の恣意的な破壊または軍事的必要により正当化されない荒廃化を含む。ただし、これらは限定されない。
c項-人道に対する罪
すなわち、犯行地の国内法の違反であると否とを問わず、裁判所の管轄に属する犯罪の遂行として、あるいはこれに関連して行われた、戦争前あるいは戦争中にすべての一般人民に対して行われた殺害、せん滅、奴隷化、移送及びその他の非人道的行為、もしくは政治的、人種的または宗教的理由にもとづく迫害行為。
極東国際軍事裁判所条例第5条
人並ニ犯罪ニ関スル管轄
本裁判所ハ、平和ニ対スル罪ヲ包含セル犯罪ニ付個人トシテ又ハ団体員トシテ訴追セラレタル極東戦争犯罪人ヲ審理シ処罰スルノ権限ヲ有ス。
（イ）平和ニ対スル罪
即チ、宣戦ヲ布告セル又ハ布告セザル侵略戦争、若ハ国際法、条約、協定又ハ誓約ニ違反セル戦争ノ計画、準備、開始、又ハ遂行、若ハ右諸行為ノ何レカヲ達成スル為メノ共通ノ計画又ハ共同謀議ヘノ参加。
（ロ）通例ノ戦争犯罪
即チ、戦争ノ法規又ハ慣例ノ違反。
（ハ）人道ニ対スル罪
即チ、戦前又ハ戦時中為サレタル殺人、殲滅、奴隷的虐使、追放、其ノ他ノ非人道的行為、若ハ犯行地ノ国内法違反タルト否トヲ問ハズ、本裁判所ノ管轄ニ属スル犯罪ノ遂行トシテ又ハ之ニ関連シテ為サレタル政治的又ハ人種的理由ニ基ク迫害行為。

上記犯罪ノ何レカヲ犯サントスル共通ノ計画又ハ共同謀議ノ立案又ハ実行ニ参加セル指導者、組織者、教唆者及ビ共犯者ハ、斯カル計画ノ遂行上為サレタル一切ノ行為ニ付、其ノ何人ニ依リテ為サレタルトヲ問ハズ、責任ヲ有ス。
なお、この文書は、「ニュルンベルク諸原則」と呼ばれている。

## 第二次世界大戦以後
第二次世界大戦における惨禍、特にホロコーストの惨劇をくり返さないとして、国際軍事裁判を行うに至った経緯を踏まえ、戦争抑止の意味からも、武力紛争時に行われた「ジェノサイドの罪」「人道に対する罪」「戦争犯罪」の実行者や共犯者、依頼者、教唆者、煽動者、上官などを、戦争犯罪としてを裁く常設の国際法廷設置が国際連合により提唱されたが、東西冷戦の時代には進展を見なかった。

## 国際刑事裁判所の設置
冷戦終結後、旧ユーゴスラビア国際戦犯法廷、ルワンダ国際戦犯法廷などにおいて、民族紛争に伴う大量虐殺など「人道に対する罪」を裁く国際犯罪法廷が安全保障理事会決議によって臨時に設置された。
以降、常設の国際法廷設置議論が見直され、1998年7月にローマで国際刑事裁判所設立のための外交会議が開かれ、国際刑事裁判所規程が採択された。条約の発効に必要な60カ国が批准し、2002年7月から正式に発効、既に設置されている国際司法裁判所と共に2003年からオランダのハーグに設置された。
日本は2007年7月17日には加入書を国連に寄託し、同年10月1日正式に105ヵ国目の締約国となっている。ローマ規程およびその協力法は、国内法において2007年10月1日に発効した。また同年11月30日に行われた補欠判事選挙では、初めての日本のICC裁判官候補として齋賀富美子が当選を果たすなど、加盟以後は積極的な参加姿勢を示している。2009年11月の補欠選挙で尾崎久仁子が当選し、第一審裁判部門に配属された。
なお、アメリカ合衆国、中華人民共和国、ロシア連邦の三か国は未加盟であり且つ国連安保理常任理事国であることから、この三か国の人間に対する捜査や判決の執行は実質的に不可能であると言われ有効性が疑問視されている。特に、米国はアフガニスタン侵攻における戦争犯罪の捜査を圧力で止めており、ICCの信頼性が疑問視される事態となっている。